# فريتز ودمان روت
فريتز ودمان روت (بالإنجليزية: Frederic Woodman Root)‏ هو معلم موسيقى وملحن وكاتب ومدرس أمريكي، ولد في 13 يونيو 1846 في بوسطن في الولايات المتحدة، وتوفي في 8 نوفمبر 1916 في شيكاغو في الولايات المتحدة.

## وصلات خارجية
- فريتز ودمان روت على موقع ميوزك برينز (الإنجليزية)